# Almirante de flota (Estados Unidos)

Insignia del almirante de flota

Almirante de flota (del inglés Fleet admiral abreviado FADM), oficialmente conocido com "Almirante de Flota de la Armada de Estados Unidos", es un grado de oficial de cinco estrellas dentro del escalafón de la Armada estadounidense. El Almirante de flota está inmediatamente por encima del almirante y es el equivalente a General del Ejército (Estados Unidos) y General de las Fuerzas Aéreas. El último almirante de flota estadounidense fue Chester W. Nimitz, que falleció en 1966.

## Primeros almirantes superiores
La Armada de Estados Unidos no promovió almirantes hasta la guerra de Secesión, y por entonces lo hizo de forma muy irregular. David Farragut fue el primer almirante de flota y llevaba una elaborada insignia en la manga para denotar su rango y posición. Farragut fue sucedido por David Dixon Porter; después de fallecer ambos la Armada no tuvo ningún oficial de rango mayor que contralmirante. El rango de Almirante de la Armada fue creado en 1903 para George Dewey en reconocimiento de su victoria en la Batalla de Bahía de Manila durante la guerra hispano-estadounidense.
George Dewey tomó la autoridad de un almirante de flota de la actualidad mientras que tres almirantes permanentes dirigían las tres flotas: Atlántico, Pacífico y Asiática. Dewey murió justo antes de la Primera Guerra Mundial (16 de enero de 1917) y la Armada permitió ascender a sus almirantes por encima de las cuatro estrellas, grado al que se referían simplemente como almirante.  Durante los años 1920 y 1930, el rango más alto en la Armada era el de almirante de flota, y fue Dewey el último en tenerlo. En 1944 la Armada declaró que el rango de Dewey rango pasaba a ser senior, para crear nuevamente el rango de cinco estrellas de almirante de flota.

## Segunda Guerra Mundial
El rango propiamente dicho de almirante de flota se creó en 1944 para dar a los oficiales de Estados Unidos un rango comparable a los superiores de cinco estrellas de naciones aliadas. De esta forma se aprobó por el Congreso que se le concedió a cuatro personas durante los tiempos de la Segunda Guerra Mundial. El Acta del Congreso de dicha aprobación se mantuvo temporalmente sobre la base de Pub.L. 78-482 el 14 de diciembre de 1944. El rango se hizo permanente para estos cuatro oficiales por Ley Pública 79-333 el 23 de marzo de 1946, pero que la ley no preveía convertir el rango en sí mismo como una distinción permanente. A pesar de que el Congreso autorizó la promoción de Omar Bradley al rango de cinco estrellas de general del Ejército en 1950 mientras servía Presidente del Estado Mayor Conjunto de los Estados Unidos teniendo el mismo rango que el General de la Armada Douglas MacArthur, el comandante de teatro en Corea,  no hubo una legislación que autorizara el uso del rango de almirante de flota hasta 1946.
El rango de A.F. fue sostenido por los siguientes oficiales después de la Segunda Guerra Mundial:
- William D. Leahy – 15 de diciembre de 1944
- Ernest J. King - 17 de diciembre de 1944
- Chester W. Nimitz – 19 de diciembre de 1944
- William F. Halsey, Jr. – 11 de diciembre de 1945